# پریمولا ۹۷۰
سیارک ۹۷۰ (به انگلیسی: 970 Primula، نامگذاری:1921LB) نهصد و هفتادمین سیارک کشف شده‌است که در ۲۹ نوامبر ۱۹۲۱ و در هایدلبرگ کشف شد.
قدر مطلق سیارک برابر ۱۲٫۴۰ است.